# 牟羽可汗
牟羽可汗（ぼううかがん、拼音：Móuyŭ Kĕhàn、? - 779年）は、回鶻可汗国の第3代可汗。葛勒可汗の子。氏は薬羅葛（ヤグラカル）氏、名は移地健。初めは牟羽可汗（ブグ・カガン）もしくは登里可汗（テングリ・カガン）と称したが、唐に入朝した際に英義建功毘伽可汗（えいぎけんこうビルゲ・カガン）の称号を授かった。

## 生涯
葛勒可汗の子として生まれる。
乾元2年（759年）4月、葛勒可汗が死去し、長男の葉護（ヤブグ）は先に殺されていたため、次男の移地健が立って牟羽可汗となり、その妻である僕固懐恩の娘が可敦（カトゥン：皇后）となった。8月、前可敦の寧国公主は子がなかったので唐に帰国することとなった。
上元元年（760年）9月、牟羽可汗は大臣の倶陸莫賀達干（キュリュグ・バガ・タルカン）らに入朝させて奉表させた。
上元2年（761年）2月、安史の乱指導者である史思明が子の史朝義によって殺される。
宝応元年（762年）4月、唐で粛宗が崩御したため太子の代宗が即位した。代宗は史朝義がなおも河洛の地にいるので、それを討伐するために劉清潭を回紇に派遣して徴兵させるとともに、旧好を修めさせようとした。しかし8月、先に史朝義が「粛宗崩御に乗じて唐へ侵攻すべし」と牟羽可汗を誘ったため、回紇軍が大軍を擁して南下を始めた。劉清潭はそれに遭遇したので、まず唐への侵攻を踏みとどまるよう牟羽可汗を説得したが聞き入れられなかった。このとき回紇軍はすでに三城の北まで到達していた。牟羽可汗は使者を派遣し、北方の単于都護府の兵馬と食糧を奪取するとともに、劉清潭をひどく侮辱した。劉清潭が密かにこの状況を代宗に報告すると、朝廷内は震撼した。
時に牟羽可汗の可敦である僕固氏は、唐にいる父と祖母に会いたいと言い出したので、父の僕固懐恩が太原へ赴き、そのついでに牟羽可汗を説得してやった。すると、ようやく牟羽可汗は思いとどまり、回紇軍の進軍が止んだ。そこで引き続き回紇軍は賊軍（史朝義）討伐に参加することになり、牟羽可汗は兵馬元帥の雍王李适や御史中丞の薬子昂らと面会した。しかし、ここで可汗が拝礼をするとかしないとかで両者の間で言い争いが起き、回紇の車鼻将軍が薬子昂・李進・韋少華・魏琚を引っぱり出して、おのおの百回棒で打った。韋少華と魏琚は棒で打たれたのがもとで一晩たって死んだ。これにより、雍王の李适はまだ若造で物事を十分に心得ていないという理由で放免され、本営へ還った。
ということもあって僕固懐恩が回紇の右殺（右シャド：官名）とともに先鋒となり、諸節度たちとともに賊軍を攻撃して破ったため、史朝義は残党を引き連れて逃走した。牟羽可汗は引き続いて河陽に進軍し、幕営をならべて数カ月ここに駐屯した。この時、幕営より百余里のあいだでは、人々が回紇軍の掠奪と凌辱をうけ、その害悪に堪えきれなかったという。僕固懐恩は常に軍の殿軍となった。節度使たちが河北の州県を占領すると、子の僕固瑒は回紇の部衆とともに2千余里も追跡し、平州の石城県で史朝義の首を梟して帰り、ついに河北はことごとく平定された。
そこで代宗は、宣政殿に臨御して冊文を出し、牟羽可汗に称号を加えて登里羅汨没蜜施頡咄登蜜施合倶録毘伽可汗（テングリデ・クト・ボルミシュ・イル・トゥトミシュ・アルプ・キュリュグ・ビルゲ・カガン）とし、可敦にも称号を加えて娑墨光親麗華毘伽可敦とした。このほか左右の殺（シャド）・諸都督・内外宰相以下も、共に実封2千戸を加えられることとなり、左殺は雄朔王、右殺は寧朔王、胡禄都督は金河王、抜覧将軍は静漠王に封じられ、諸都督11人が封国公となった。
広徳2年（764年）、僕固懐恩が叛き、吐蕃の衆数万人を招き寄せて奉天県に至ったが、朔方節度使の郭子儀によって防がれた。永泰元年（765年）秋、僕固懐恩は回紇・吐蕃・吐谷渾・党項・奴剌の衆20数万を招き寄せて、奉天・醴泉・鳳翔・同州に侵攻した。しかし僕固懐恩が死んだため、吐蕃の馬重英らは10月の初めに撤退し、回紇首領の羅達干（ラ・タルカン）らも2千余騎を率いて涇陽の郭子儀もとへ請降しに来た。これ以降、回紇と唐の和平が保たれたが、唐国内で安史の乱鎮圧の功を鼻にかけた回紇人の暴行事件が相次ぎ、大暦年間（766年 - 779年）において社会問題となった。
大暦3年（768年）、光親可敦が卒去し、代宗は右散騎常侍の蕭昕に節を持たせて弔問させた。大暦4年（767年）、僕固懐恩の娘を崇徽公主として牟羽可汗に嫁がせ、兵部侍郎の李涵に節を持たせて可敦に冊拝した。
大暦13年（778年）1月、回紇はついに太原を寇し、楡次・太谷を過ぎて河東節度を留めた後、太原尹・御史大夫の鮑防は回紇と陽曲で戦ったが敗北し、死者は千余人にのぼった。代州都督の張光晟は回紇と羊武谷で戦い、これを破り、回紇軍が撤退した。
大暦14年（779年）、代宗が崩御し、徳宗が即位した。徳宗は中官の梁文秀に回紇へ赴かせ、両国の関係を修復させようとした。しかし、牟羽可汗は礼をなさないばかりか、九姓胡（ソグド人）の大臣を重用し、その勧めで唐の喪中に乗じてふたたび唐へ侵攻しようとした。その時、宰相の頓莫賀達干（トン・バガ・タルカン）は牟羽可汗を諫めたものの、聞き入れてもらえなかったので、牟羽可汗とその近親者および九姓胡（ソグド人）ら2千人を殺害し、自ら立って合骨咄禄毘伽可汗（アルプ・クトゥルグ・ビルゲ・カガン）と号し、その酋長の建達干を唐へ入朝させたので、武義成功可汗の称号を賜った。

## 可敦（カトゥン：皇后）
- 娑墨光親麗華毘伽可敦…僕固懐恩の娘
- 崇徽公主…僕固懐恩の娘

## 牟羽可汗のマニ教受容
宝応元年（762年）8月、牟羽可汗が唐へ侵攻した際に、マニ教を受け入れたということが、後の第8代保義可汗（在位：808年 - 821年）が建てた『カラ・バルガスン碑文』に書かれている。（※下の文の［　］は小さい破損部分、・・・は大きな破損部分を示す）
こうして牟羽可汗の治世においてマニ教が受容されたが、反対派も存在したらしく、大暦14年（779年）の頓莫賀達干（トン・バガ・タルカン）の政変（クーデター）によってソグド人が弾圧されると、マニ教も弾圧された。この後、回鶻におけるマニ教はいったん息をひそめるが、第7代懐信可汗（在位：795年 - 805年）の代になってふたたび開花し、名実ともに回鶻可汗国の国教となった。

## 牟羽可汗の遺跡

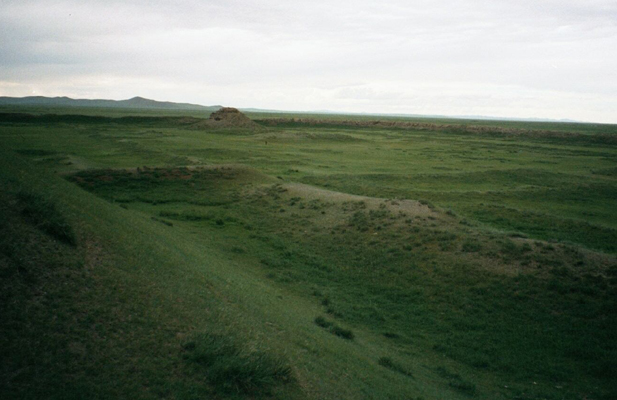
オルドゥ・バリク遺跡

牟羽可汗は先代の葛勒可汗が建てたバイ・バリクよりもはるかに大きいオルドゥ・バリクという都城を建設した。これは中国史料にある回鶻単于城、卜古罕（ブグハン）城、窩魯朶（オルダ）城などにあたる。オルドゥ・バリクとはイスラーム史料によるもので、「オルドゥ」は「可汗庭（宮殿）」、「バリク」は「都城」を意味する。現地ではハル・バルガス、ハラ・バルガスンと呼ばれている。

## 牟羽可汗とブクハン伝説
コンスタンティン・ムラジャ・ドーソンが「ウイグルの始祖説話」を紹介しているが、その中に登場する5人の子供のうち、ウイグル人によってハン（Khan）に推戴されたのが末子のブク・テギン（Boucou tékin）であった。この話はあくまで伝説であるが、このブク・ハン（Boucou Khan）のモデルとなったのが中国史書に記されている牟羽可汗（ブグ・カガン、Bögü Qaγan）であり、この「ウイグルの始祖説話」はウイグル可汗国の最盛期を築いた牟羽可汗の説話化であるとされる。

## 参考資料
- 『旧唐書』（列伝第一百四十五 迴紇）
- 『新唐書』（列伝第一百四十二上 回鶻上）
- コンスタンティン・ムラジャ・ドーソン（訳注：佐口透）『モンゴル帝国史1』（平凡社、1976年）
- 山田信夫『北アジア遊牧民族史研究』（東京大学出版会、1989年、ISBN 4130260480）
- 小松久男『世界各国史4 中央ユーラシア史』（山川出版社、2005年、ISBN 463441340X）
- 森安孝夫『興亡の世界史05 シルクロードと唐帝国』（講談社、2007年、ISBN 9784062807050）